# Jeux olympiques d'été de 2032
Les Jeux olympiques d'été de 2032, officiellement appelés les Jeux de la XXXVe olympiade de l'ère moderne, sont une compétition multisports internationale devant se dérouler en 2032 à Brisbane. Le 24 février 2021, la capitale du Queensland, en Australie, est choisie par le CIO comme « hôte préféré », selon une nouvelle procédure dite du « dialogue ciblé ». Le 21 juillet suivant, la ville, unique candidate, est officiellement désignée pour accueillir les Jeux olympiques, lors de la 138e session du CIO à Tokyo. C'est ainsi la troisième fois que l'Australie sera hôte des Jeux olympiques, après Melbourne en 1956 et Sydney en 2000.

## Processus d'appel d'offres
Le nouveau processus de candidature du Comité international olympique (CIO) est approuvé lors de la 134e session du CIO le 24 juin 2019 à Lausanne. Les principales propositions sont les suivantes, :
- Établir un dialogue permanent et continu pour explorer et susciter l'intérêt parmi les villes, régions, pays, et les comités nationaux olympiques pour tout événement olympique ;
- Créer deux futures commissions hôtes (correspondant aux Jeux d'été et d'hiver) pour surveiller l'intérêt pour les futurs événements olympiques et faire rapport à la commission exécutive du CIO
- Donner plus d'influence à la session du CIO en faisant en sorte que des membres non exécutifs du conseil d'administration fassent partie des futures commissions d'accueil.

Le CIO modifie également la charte olympique pour accroître sa flexibilité en supprimant la date d'élection de 7 ans avant les Jeux et en permettant à plusieurs villes/régions/pays d'être hôte simultanément là où une ville/région/pays uniquement devait être choisie auparavant.
Le changement dans le processus d'appel d'offres est critiqué par les membres de l'équipe d'appel d'offre allemande, ceux-ci la désignant comme « incompréhensible » et « non transparente ».

### Commission de futur hôte
La composition complète de la commission du futur hôte pour ces Jeux, supervisant les hôtes intéressés ou les hôtes potentiels pour lesquels le CIO voudra peut-être susciter l'intérêt, est la suivante :
| Membres du CIO (6) | Autres membres (4)                                                                                        |
| --- | --- |
| - Kristin Kloster Aasen (en) (présidente) - Dick Pound - Li Lingwei - Mikee Cojuangco-Jaworski - Luis Mejía Oviedo (en) - Filomena Fortes | - Sarah Walker (Athlètes) - Francesco Ricci Bitti (en) (ASOIF) - Paul Tergat (CNO) - Andrew Parsons (IPC) |

### Étapes du dialogue
Le nouveau système de candidature du CIO est divisé en deux étapes de dialogue :
- Dialogue continu : discussions sans engagement entre le CIO et les parties intéressées (ville/région/pays/Comité national olympique) en ce qui concerne l'organisation des futures manifestations olympiques ;
- Dialogue ciblé : discussions ciblées avec une ou plusieurs parties intéressées (appelées hôtes préférés), conformément aux instructions de la commission exécutive du CIO.

## Hôte préféré
L'hôte préféré participe à un dialogue ciblé avec le CIO et la commission de futur hôte. Il s'agit en l'occurrence de la ville de Brisbane, designée comme candidate préférentielle le 24 février 2021. « La commission du futur hôte du CIO a recommandé au comité exécutif d’entamer un dialogue ciblé avec Brisbane et le comité olympique australien pour l’organisation des JO 2032. Le comité exécutif a accepté à l’unanimité cette recommandation », explique alors le président du CIO Thomas Bach.

### Brisbane

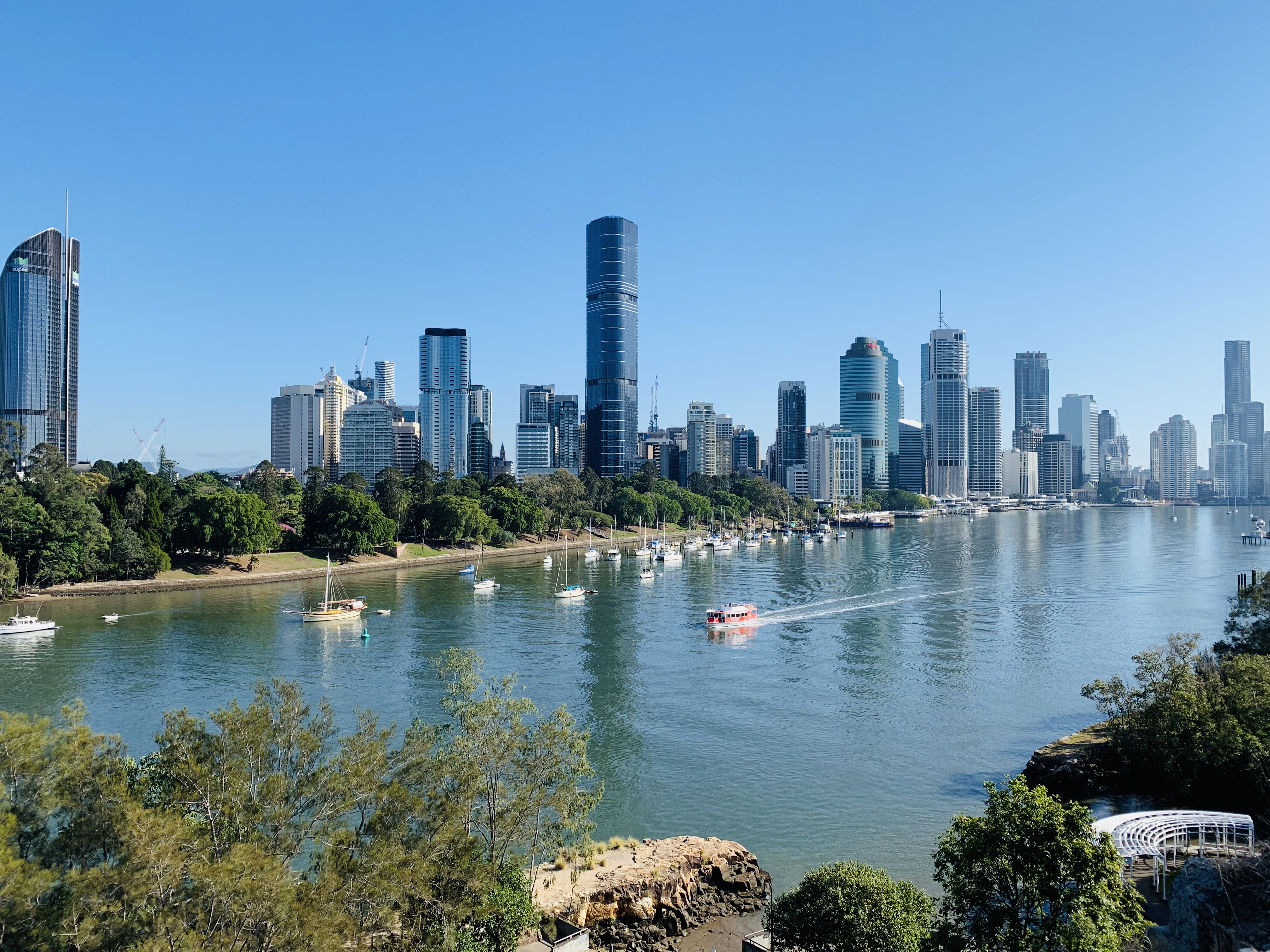
Brisbane, ville hôte des Jeux olympiques d'été de 2032.

Après le succès des Jeux du Commonwealth de 2018 à Gold Coast, dans le Queensland, le président du Comité olympique australien (AOC), John Dowling Coates, déclare qu'il soutient fermement une candidature du Queensland pour les Jeux olympiques et paralympiques d'été de 2032. À la suite de spéculations, une étude de faisabilité est également commandée par le Southeast Queensland Council of Mayors.
Une autre étude de faisabilité est commandée par le Conseil des maires du Queensland du Sud-Est en 2016 et examinée en 2019 par la société française Lagardère au sujet de l'éligibilité du Queensland du Sud-Est (SEQ) à être hôte des Jeux olympiques de 2032. Celle-ci conclut que la région est capable d'accueillir l'événement et que les infrastructures et les améliorations des transports déjà nécessaires fourniraient un rendement financier. Le rapport de faisabilité note que 80 % des sites nécessaires à une telle candidature existent déjà, et que d'autres devraient être construits avant 2032 en fonction des besoins de la communauté. Le document suggère que Brisbane serait l'hôte de 21 sites olympiques, la Gold Coast et la Sunshine Coast hébergeraient toutes deux 5 sites, les 7 sites restants devant être hébergés dans la région. Les maires du SEQ, y compris celui de Brisbane, Graham Quirk, mettent l'accent sur la nécessité de rendre les jeux rentables en réutilisant les installations existantes et en utilisant l'événement comme catalyseur pour les infrastructures et la création d'emplois,. Une différente étude de faisabilité publiée en février 2019 prévoit que 900 millions de dollars de fonds étatiques et fédéraux seraient nécessaires pour aider à accueillir les Jeux olympiques et paralympiques de 2032.
Le 1er juillet 2019, le Premier ministre Scott Morrison annonce que le gouvernement fédéral soutiendra officiellement la candidature olympique du Queensland, affirmant que le gouvernement « sera présent à chaque étape du processus ». Le 13 juillet, le Premier ministre avance 10 millions de dollars pour la candidature et nomme le député fédéral du Queensland Ted O'Brien pour aider à la candidature au nom du Commonwealth. La Première ministre du Queensland, Annastacia Palaszczuk, annonce le 9 décembre 2019 que l'État soumettra une candidature officielle et régionale pour les Jeux olympiques de 2032 avec des dates proposées du 23 juillet au 8 août. Le 24 février 2021, Brisbane est choisie par le CIO comme hôte préférée pour accueillir les Jeux olympiques de 2032,,. Le 21 juillet suivant, la ville est officiellement désignée pour accueillir les Jeux olympiques. Seule candidate, elle est élue par la 138e session du CIO par « 72 oui et 5 non sur 77 votes valables ».

## Infrastructures sportives
Les infrastructures sportives seront situées dans trois zones : Brisbane, Gold Coast, et Sunshine Coast.
Des matchs de football seront joués à Townsville (North Queensland Stadium), Cairns (Barlow Park), Toowoomba (Toowoomba Sports Ground), Sydney (Sydney Football Stadium) et Melbourne (Melbourne Rectangular Stadium).

### Zone de Brisbane
| Site                                    | Capacité | Sports                                                                               | Zone              | Statut              |
| --------------------------------------- | --- | ------------------------------------------------------------------------------------ | ----------------- | ------------------- |
| The Gabba                               | 50 000 | Athlétisme, Cérémonies                                                               | Brisbane River    | Existant (Amélioré) |
| Brisbane Convention & Exhibition Centre | 6 000 (Hall 1) 6 500 (Hall 2) 6 000 (Hall 4) | Badminton Escrime Taekwondo Tennis de Table                                          | Brisbane River    | Existant            |
| South Bank Piazza                       | 4 500 | 3v3 Basketball                                                                       | Brisbane River    | Existant            |
| South Bank Cultural Forecourt           | 4 000 | Tir à l'arc                                                                          | Brisbane River    | Existant            |
| Brisbane Live Arena                     | 15 000 | Natation et Water Polo                                                               | Brisbane River    | Projet              |
| Lang Park                               | 52 000 | Football (phase finale) Rugby                                                        | Brisbane River    | Existant            |
| Brisbane Showgrounds                    | 15 000 | Sports équestres                                                                     | Herston           | Existant            |
| Victoria Park                           | 25 000 | BMX Freestyle Sports équestres (Cross Country)                                       | Herston           | Temporaire          |
| Ballymore Stadium                       | 10 000 (Pitch 1) 5 000 (Pitch 2) | Hockey sur gazon                                                                     | Herston           | Existant            |
| Brisbane Indoor Sports Centre           | 12 000 | Basketball                                                                           | Herston           | Projet              |
| Sleeman Centre                          | 10 000 (Chandler Indoor Sports Centre) 5 000 (Anna Meares Velodrome) 4 300 (Brisbane Aquatics Centre) 2 000 (Brisbane International Shooting Centre) | Gymnastique Vélo (Track et BMX) Natation (Plongeon, Nage artistique, Water Polo) Tir | Chandler          | Existant (Amélioré) |
| Brisbane Entertainment Centre           | 11 000 | Handball                                                                             | North of Brisbane | Existant            |
| Moreton Bay Indoor Sports Centre        | 7 000 | Boxe                                                                                 | North of Brisbane | Existant            |
| Manly Boat Harbour                      | 10 000 | Voile                                                                                | East of Brisbane  | Temporaire          |
| Redland Whitewater Centre               | 8 000 | Canoé (Slalom)                                                                       | East of Brisbane  | Projet              |
| Queensland Tennis Centre                | 5 500 | Tennis                                                                               | South of Brisbane | Existant            |
| Wyaralong Flatwater Centre              | 14 000 | Canoé (Sprint) Aviron                                                                | South of Brisbane | Existant (Amélioré) |
| Ipswich Stadium                         | 10 000 | Pentathlon moderne                                                                   | South of Brisbane | Projet              |

### Zone de Gold Coast
| Site                                      | Capacité                     | Events                        | Zone                     | Statut     |
| ----------------------------------------- | ---------------------------- | ----------------------------- | ------------------------ | ---------- |
| Gold Coast Convention & Exhibition Centre | 6 000 (Arena) 5 000 (Hall 3) | Haltérophilie, Volleyball     | Broadbeach               | Existant   |
| Broadbeach Park Stadium                   | 12 000                       | Beach Volley                  | Broadbeach               | Temporaire |
| Gold Coast Sports and Leisure Centre      | 12 000                       | Judo, Lutte                   | Carrara                  | Existant   |
| Royal Pines Resort                        | 15 000                       | Golf                          | Carrara                  | Existant   |
| Southport Broadwater Parklands            | 5 000                        | Triathlon, Marathon à la nage | Southport                | Temporaire |
| Coomera Indoor Sports Centre              | 11 000                       | Volleyball                    | North of Gold Coast City | Existant   |
| Robina Stadium                            | 27 400                       | Football                      | South of Gold Coast City | Existant   |

### Zone de Sunshine Coast
| Site                                | Capacité | Sports                                                                  | Zone           | Statut              |
| ----------------------------------- | -------- | ----------------------------------------------------------------------- | -------------- | ------------------- |
| Sunshine Coast Stadium              | 20 000   | Football                                                                | Kawana         | Existant (Amélioré) |
| Sunshine Coast Indoor Sports Centre | 6 000    | Basketball                                                              | Kawana         | Projet              |
| Alexandra Headland                  | 5 000    | Cyclisme sur route Athlétisme (Marathon et Marche) Voile (Kiteboarding) | Sunshine Coast | Temporaire          |
| Sunshine Coast Mountain Bike Centre | 10 000   | Cyclisme (Mountain Bike)                                                | Sunshine Coast | Existant (Amélioré) |

### Autres
| Ville      | Site                           | Capacité | Sports                                      | Statut                      |
| ---------- | ------------------------------ | -------- | ------------------------------------------- | --------------------------- |
| Townsville | North Queensland Stadium       | 25 000   | Football (Qualifications, Quarts de finale) | Existant                    |
| Cairns     | Barlow Park                    | 20 000   | Football (Qualifications, Quarts de finale) | Existant (Amélioré)         |
| Toowoomba  | Toowoomba Sports Ground        | 15 000   | Football (Qualifications, Quarts de finale) | Existant (Amélioré)         |
| Sydney     | Sydney Football Stadium (2022) | 42 500   | Football (Qualifications, Quarts de finale) | Existant (Amélioré en 2022) |
| Melbourne  | Melbourne Rectangular Stadium  | 30 050   | Football (Qualifications, Quarts de finale) | Existant                    |

### Hors compétition
| Site                                    | Evénement                       | Capacité | Statut     |
| --------------------------------------- | ------------------------------- | -------- | ---------- |
| Northshore Hamilton,                    | Village olympique de Brisbane   | 14 000   | Projet     |
| Collyer Quays, Robina, Queensland,      | Village olympique de Gold Coast | 2 600    | Projet     |
| Brisbane Convention & Exhibition Centre | Centre de presse                |          | Temporaire |
| Brisbane River Cluster                  | International Broadcast Centre  |          | Temporaire |

## Sports au programme
Le programme initial doit être proposé pour approbation lors de la session du CIO qui se tiendra en amont des Jeux olympiques d'hiver de 2026. Le COJOP pourra proposer six sports additionnels.
Le fédérations internationales présentant un sport additionnel des Jeux de Los Angeles ont émis le souhait de poursuivre leur présence : cricket (porté par la ICC), le baseball/softball (porté par la WBSC), le flag football (porté par la IFAF), la crosse (porté par la WL) et le squash (porté par la WSF).
Deux sports présents récemment aux Jeux mais écartés depuis font campagne pour leur retour : breaking (porté par la WDSF, présent à Paris 2024) et le karaté (porté par la WKF, présent à Tokyo 2020). La World Netball propose en 2021 l'inclusion du Netball, sport populaire d'Australie pratiqué par 1,2 million de personnes, dans le programme olympique : la fédération est déjà reconnue par le CIO depuis 1995 et la version féminine est répandu plus spécialement dans les pays du Commonwealth (sport au programme des Jeux du Commonwealth depuis 1998)

## Tableau des médailles
Le tableau suivant présente les quinze premières nations au classement des médailles de leurs athlètes :
- Pays organisateur (Australie)

| Rang | Nation    | Or | Argent | Bronze | Total |
| ---- | --------- | -- | ------ | ------ | ----- |
| 1    | Australie |    |        |        |       |

## Droits de diffusion
Sur le plan national, les Jeux seront diffusés à la télévision par le Nine Network, qui a acquis les droits des Jeux olympiques de 2024 à 2032 dans un accord annoncé le 8 février 2023,. Ces Jeux marquent la dernière année de la plupart des contrats de diffusion à long terme actuels du CIO.
- Albanie - RTSH[38]
- Asie - Infront Sports & Media[39],[40]
- Australie - Nine Network[41],[42]
- Autriche - ORF[43]
- Belgique - RTBF, VRT[44],[45]
- Brésil - Grupo Globo[46]
- Bulgarie - BNT[47]
- Canada - CBC/Radio-Canada[48]
- Chine - CMG[49]
- Croatie - HRT[50]
- République tchèque - ČT[51]
- Danemark - DR, TV 2[52]
- Europe - EBU, Warner Bros. Discovery[53]
- Estonie - ERR[54]
- Finlande - Yle[55]
- France - France Télévisions[56]
- Allemagne - ARD, ZDF[57]
- Grèce - ERT[58]
- Hongrie - MTVA[59]
- Islande - RÚV[60]
- Irlande - RTÉ[61]
- Israël - Sports Channel
- Italie - RAI[62]
- Japon - Japan Consortium[63]
- Lettonie - LTV[64]
- Lituanie - LRT[65]
- Monténégro - RTCG[66]
- Pays-Bas - NOS[67]
- Corée du Nord - JTBC[68]
- Norvège - NRK[69]
- Pologne - TVP[70]
- Slovaquie - RTVS
- Slovénie - RTV[71]
- Corée du Sud - JTBC[68]
- Espagne - RTVE[72]
- Suède - SVT[73]
- Suisse - SRG SSR[74]
- Ukraine - Suspilne[75]
- Royaume-Uni - BBC[76]
- États-Unis - NBCUniversal[77],[78]